# Christian Grundner
Christian Grundner (* 16. Februar 1968 in Freising) ist ein deutscher Ultramarathonläufer.

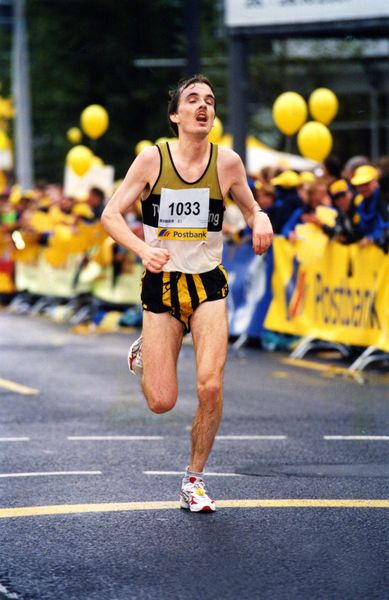
Christian Grundner

## Sportliche Karriere
Christian Grundner lebt in Neufahrn bei Freising und ist bei der Stadt München beschäftigt. 1985 fing er als Mittelstreckenläufer mit dem Laufsport an. Seine Wettkampfstrecken wurden mit zunehmender Lauferfahrung immer länger. 1992 absolvierte er seinen ersten Marathonlauf. 2000 wurde er Deutscher Vizemannschaftsmeister und 2004 Süddeutscher Vizemeister über die Marathondistanz.
2006 wechselte Grundner zum Ultra-Marathon. Bereits 2007 belegte er den dritten Platz bei den Deutschen 100-km-Meisterschaften in Kienbaum. Im selben Jahr wurde er in den Kreis der Nationalmannschaft aufgenommen. Internationale Erfolge feierte er ab 2009 vor allem bei Stunden-Bahnläufen, wie etwa mit seinem Sieg beim 12-h-Lauf in Palermo und seinen Siegen bei den Europaläufen 2014 und 2017 in Hoyerswerda (Quelle: siehe Abschnitt Erfolge). Er startet für den LVR-Geiselhöring.

## Erfolge (Auswahl)
- Sieg beim 45-km-Lauf in Oldendorf (2018)[2]
- Sieg beim 6-h-Lauf in Hoyerswerda (2017)[3]
- Sieg und Streckenrekord beim 12-h-Europalauf (2017)[4]
- Sieg beim internationalen 6-h-Bahnlauf in Amsterdam (2014)[5]
- Sieg und Streckenrekord beim internationalen 6-h-Lauf in Hoyerswerda (2014)[6]
- Sieg und Streckenrekord beim internationalen 12-h-Lauf in Palermo (2010)
- Sieg und Streckenrekord beim internationalen 100-km-Lauf in Palermo (2010)
- Sieg und Streckenrekord beim internationalen 6-h-Lauf in Den Haag (2009)
- Sieg und Streckenrekord beim 50-km-Lauf in Oldendorf (2013)
- Sieg beim 50-km-Ederseelauf (2006)
- Zweiter Platz beim internationalen 12-h-Lauf in London (2011)
- Zweiter Platz beim internationalen 6-h-Lauf in Kopenhagen (2010)
- Zweiter Platz beim 100-km-Lauf in Kopenhagen (2009)[7]
- Sieg beim 50-km-Ederseelauf (2006)
- 3. Platz bei den Deutschen 100-km-Meisterschaften in Kienbaum (2007)
- 1. Platz Deutsche 100-km-Mannschaftsmeisterschaften in Kienbaum (2007)
- Zweiter Platz bei den Süddeutschen Meisterschaften im Marathon in Fulda (2004)[8]
- Zweiter Platz bei den Deutschen Mannschaftsmeisterschaften im Marathon in Duisburg (2000)[9]
- Sieg beim Marathon in Bertlich (1999)[10]
- 3. Platz in der Weltjahresbestenliste im 12-h-Bahnlauf 2010[11]